# Lioptilus
Lioptilus was een geslacht van vogels uit de familie Sylviidae (grasmussen). Het geslacht telde één soort. Volgens DNA verwantschapsonderzoek past deze vogelsoort beter in het geslacht Sylvia.
- Sylvia nigricapillus synoniem: Lioptilus nigricapillus - Kaapse zwartkop